# Obere Dummeniederung
Die Obere Dummeniederung ist ein Naturschutzgebiet in den niedersächsischen Gemeinden Bergen an der Dumme und Schnega in der Samtgemeinde Lüchow (Wendland) im Landkreis Lüchow-Dannenberg.

## Allgemeines
Das Naturschutzgebiet mit dem Kennzeichen NSG LÜ 274 ist 650 Hektar groß. Es ist nahezu vollständig Bestandteil des FFH-Gebietes „Landgraben- und Dummeniederung“ und des gleichnamigen EU-Vogelschutzgebietes. Im Nordosten grenzt es an das Naturschutzgebiet „Gain“, im Nordwesten kleinflächig an das Naturschutzgebiet „Schnegaer Mühlenbachtal“. Weiterhin grenzt es vielfach an Teilflächen des Landschaftsschutzgebietes „Gain-Mühlenbach-Obere Dummeniederung“. Das Gebiet steht seit dem 26. April 2007 unter Naturschutz. Zuständige untere Naturschutzbehörde ist der Landkreis Lüchow-Dannenberg.

## Beschreibung
Das Naturschutzgebiet liegt nordöstlich und südlich von Bergen an der Dumme und verläuft größtenteils entlang der Landesgrenze zu Sachsen-Anhalt innerhalb des Naturparks Wendland.Elbe. Es stellt die obere Dumme und ihre Zuflüsse sowie den relativ engen Talraum zwischen Harpe südlich von Schnega und Belau und die sich deutlich erweiternde Niederung zwischen Belau und dem Naturschutzgebiet „Gain“ unter Schutz. In Bergen an der Dumme beschränkt sich das Naturschutzgebiet auf den Bachlauf und einen schmalen Uferstreifen.
Die Dumme und der Schnegaer Mühlenbach unterhalb von Jiggel sind als naturnahe Gewässer auf weiten Strecken nicht ausgebaut. Sie verfügen über eine überwiegend kiesig-steinige Sohle und werden streckenweise von naturnahen Laubwäldern, Hochstaudenfluren, Röhrichten und Seggenriedern begleitet.
Die Niederung ist geprägt von unterschiedlich genutzten landwirtschaftlichen Nutzflächen sowie Waldflächen und Brachen. Die landwirtschaftlichen Nutzflächen sind überwiegend als Wiesen und Weiden genutztes Grünland, aber auch Ackerflächen.
Die obere Dummeniederung ist Lebensraum zahlreicher, teilweise gefährdeter Tiere und Pflanzen. So kommen im Naturschutzgebiet u. a. Fischotter, Kammmolch, Steinbeißer, Bachneunauge und Bachmuschel sowie Seeadler, Rotmilan, Weißstorch, Kranich, Neuntöter, Sperbergrasmücke, Schafstelze und Braunkehlchen vor.
Durch den nördlich von Bergen an der Dumme liegenden Teil des Naturschutzgebietes verläuft ein mit Informationstafeln ausgestatteter Rundweg, der bis in das Naturschutzgebiet „Gain“ führt.